# Municipio de Calvert
El municipio de Calvert (en inglés: Calvert Township) es un municipio ubicado en el condado de Grant en el estado estadounidense de Arkansas. En el año 2020 tenía una población de 1442 habitantes y una densidad poblacional de 9,33 personas por km².

## Geografía
El municipio de Calvert se encuentra ubicado en las coordenadas 34°11′58″N 92°26′3″O / 34.19944, -92.43417. Según la Oficina del Censo de los Estados Unidos, el municipio tiene una superficie total de 154.61 km², de la cual 154,31 km² corresponden a tierra firme y (0,19 %) 0,3 km² es agua.

## Demografía
Según el censo de 2020, había 1344 personas residiendo en el municipio de Calvert. La densidad de población era de 9,33 hab./km². De los 1442 habitantes, el municipio de Calvert estaba compuesto por el 91,75 % blancos, el 0,69 % eran afroamericanos, el 0,62 % eran amerindios, el 0,42 % eran asiáticos y el 6,10 % eran de una mezcla de razas. Del total de la población el 0,83 % eran hispanos o latinos de cualquier raza.